# 約翰·希南
約翰·菲力克斯·安東尼·希南（英語：John Felix Anthony Cena，1977年4月23日—），在中國被暱稱為赵喜娜，是美國職業摔角選手、演員、饒舌歌手及電視節目主持人。他被廣泛認為是有史以來最偉大的職業摔角選手之一，目前以兼職合約受聘於世界摔角娛樂，並出演過多部電影。
他目前已中止與Raw或SmackDown LIVE的契約並作為自由選手，在約翰·希南的摔角事業中，他曾是十七次世界冠軍（十四次WWE冠軍及三次的世界重量級冠軍，奪冠次數名列第一）、五次WWE美國冠軍、二次皇家大戰的優勝（2008年、2013年）及一次公事包大戰優勝（2012年）、二次世界雙打冠軍（分別與巴帝斯塔和尚恩·麥可）、二次WWE雙打冠軍（分別與大衛·奧騰加和米茲）。而他也是WWE冠軍最多勝利次數保持人，擁有優異的表現和強大的魅力，因此被視為世界摔角娛樂（WWE）的臺柱和門面。
2005年，約翰·希南推出生涯首張專輯《You Can't See Me》。
截至2016年，希南是WWE最高薪的摔角選手。2017年4月3日，希南正式向知名女子摔角選手妮基·貝拉（貝拉雙嬌之一）求婚。2018年4月16日約翰·希南和妮基在结婚纪念日（5月5日）的前兩周一起在社交網站Instagram發表分手聲明，結束6年多的感情。

## 早期生活
約翰·菲力克斯·安東尼·希南於1977年4月23日，在麻薩諸塞州西新伯里出生，於五兄弟中排行第二。在庫欣學院畢業後，希南便進入春田学院，並加入美式足球隊（穿著54號球衣）。希南於1999年從春田学院畢業，獲得运动生理学和身體動作学位，之後他成為健美运动员並擔任小型客車司機。

## 職業摔角生涯

### 終極職業摔角（1999－2001）
希南於1999年在由瑞克·貝斯曼經營的終極職業摔角（UPW）加州終極大學開始接受職業摔角訓練。他在2000年4月贏得並衛冕27天的UPW重量級冠軍。之後，希南持續在UPW摔角，直到2001年3月。

### 俄亥俄谷摔角（2001－2002）
2001年，希南和WWF簽訂發展合約，並被分派到俄亥俄谷摔角訓練。在此期間，希南以原型（The Prototype）的名字為擂台名，拿下OVW重量級冠軍3個月及OVW南方雙打冠軍（和里科·康斯坦丁諾）2個月。

### Smackdown初登場
希南在2002年6月27日的SmackDown!首次在世界摔角娛樂亮相，比賽對手是寇特·安格，當時寇特·安格提出公開挑戰任何後台的選手，早於幾日前播出的WWE Raw，世界摔角娛樂總裁文斯·麥馬漢曾經表示要尋找一些「Ruthless Aggression」（無情侵略）的選手，於是希南為了証明自己正是總裁所講的Ruthless Aggression選手，便走出來接受寇特·安格的公開挑戰賽。雖然希南表現出不錯的表現，但最終這場比賽還是輸給寇特·安格。
這時期的希南並沒有甚麼固定形象和包裝，也沒有參與發展故事，都是和不同對手比賽，後來和比利·基德曼組成雙打組合，參加雙打晉級賽，可是在早輪甄選便已經落敗，希南把落敗的責任歸咎於比利·基德曼，之後他就開始變成反派，並和巴里·布坎南組成隊伍，和小索羅法·法圖發展恩怨。
希南這時開始他的饒舌歌手（Rapper）形象，每次出場時都大叫Yo ! Yo ! Yo ! Yo ! Yo ! Yo !，或Chi ! Chi ! Chi ! Chi ! Chi ! Chi !，然後再饒舌，緊接著就會說一句「Word Life」完結，而他的拍檔巴里·布坎南（公牛布恰南）就會加一句：Booya !!
在2004年1月約翰·希南在與當時的美國冠軍Big Show發展恩怨，最終在摔角狂熱XX上奪下美國冠軍。
2004年，布克·T與希南再度為了美國冠軍，打了一系列的Best of Five Series。
在2005年擊敗JBL贏得首次WWE冠軍後，逐漸轉成正派，打著NEVER GIVE UP（永不放棄）的名號，成為家喻戶曉的世界摔角娛樂正派的摔角明星。
希南在2013年的地獄鐵籠當中擊敗阿爾貝托·德·里奧贏得世界重量級冠軍，也是希南在職業生涯中的第3次奪下世界重量級冠軍。
2017年於皇家大戰擊敗WWE冠軍A·J·史泰爾斯成為平紀錄的16次世界冠軍。
在2017年9月的毫不留情大賽上最終輸給羅曼·瑞恩斯。
希南隨後參加2018年的皇家大戰，但遭到中邑真輔的淘汰。在隔天的Raw上，希南擊敗芬恩·貝勒，獲得在行刑室鐵籠戰爭奪環球冠軍頭號挑戰者的資格，在那裡他遭到布勞恩·史卓曼的淘汰。為了在摔角狂熱上贏得一場比賽，希南打算挑戰送葬者，但隨後表示這是不可能的。之後，他轉投SmackDown，並在非冠軍賽中擊敗WWE冠軍A·J·史泰爾斯，獲得在極速賽道舉辦的WWE冠軍六人挑戰賽的參賽資格，而在極速賽道中希南未能贏得冠軍頭銜。在3月12日的Raw節目中，希南向送葬者發出挑戰，要求在摔角狂熱34上進行一場比賽。而希南與送葬者的問題導致肯恩在3月19日的Raw上對希南進行攻擊，導致在3月26日的一場無取消資格賽，而希南最終擊敗肯恩，贏得這場比賽。比賽結束後，希南再次向送葬者發出挑戰並稱他為「懦夫」。最終，在摔角狂熱上，希南在對抗完埃利亞斯之後，送葬者回歸並接受希南的挑戰，而希南在比賽中輸給送葬者。三個星期之後，希南在五十人皇家大戰中擊敗Triple H。隨後，希南將工作專注於演藝事業。10月希南回歸WWE，與鮑比·萊士利在澳大利亚墨尔本舉辦的超級對決中擊敗埃里亞斯和凱文·歐文斯。之後，希南被安排在沙特阿拉伯舉辦的皇冠珠寶上參加比賽，但是在沙烏地記者賈邁勒·卡舒吉被謀殺後，希南拒絕參加該賽事。

### 零星出現（2019－2024）
2019年1月14日的Raw上，希南在三方威脅賽中與芬恩·貝勒和祖魯·麥金泰爾競爭在皇家大賽中挑戰WWE環球冠軍的資格，最終由貝勒贏得比賽。希南之後於摔角狂熱35上現身，但是以他摔角生涯早期的饒舌歌手的角色出現，打斷埃利亞斯的演唱會，並擊退埃利亞斯。希南在7月22日名為Raw Reunion的Raw特別版中回歸，在那裡他與烏索兄弟進行饒舌比賽。
經過七個月之後，希南在2020年2月28日的SmackDown回歸WWE，以闡述他在摔角狂熱36中的角色。他似乎萌生退意，他說他不會出現在比賽中。當希南從舞台上向觀眾告別之際，燈光熄滅。當燈光照亮時，「邪神」布雷·外耶特出現在希南後面。邪神隨後指向摔角狂熱的標誌，向希南發出挑戰，希南點頭表示接受。這是2014年摔角狂熱的重賽。最終這場比賽由外耶特獲勝，比賽結束後希南一動也不動的身體從擂台中央消失。
15個月後，希南於2021年7月18日的公事包大戰回歸WWE，在羅曼·瑞恩斯於主賽事中衛冕他的環球冠軍之後，面對後者。希南對瑞恩斯進行簡短的凝視，然後對瑞恩斯做出「你看不到我」的手勢。在第二天晚上的Raw上，希南表示是成為反派的瑞恩斯將他帶回WWE的。他說他會讓瑞恩斯接替他的位置，並在夏日衝擊向他挑戰環球冠軍，並說他會在SmackDown上見到瑞恩斯。在SmackDown上，瑞恩斯拒絕希南的挑戰。瑞恩斯反而接受芬恩·貝勒對冠軍頭銜的挑戰，然而，在下一周SmackDown的簽約期間，發生爭執，最終導致希南簽署合約，從而確認希南將在夏日衝擊挑戰瑞恩斯的環球冠軍。在夏日衝擊主賽事上，瑞恩斯在來回較量後擊敗希南；賽事結束後，回歸的布洛克·雷斯納對希南使出多次德式翻摔和F5。
在2022年6月6日的Raw中，宣布希南於6月27日的Raw回歸，這是他在主秀中首次亮相的20週年紀念。

### 退役之旅（2024－2025）
在2024年7月6日的公事包大戰中，希南宣布在拉斯維加斯舉辦的摔角狂熱41將會是他參與的最後一屆摔角狂熱，但他將摔角至2025年底。
2025年2月1日，在皇家大战最后时刻被杰伊·乌索爆冷击败，痛失摔角狂热41冠军挑战资格。到3月1日举行的行刑室鐵籠戰，赢得在摔角狂热挑战毋庸置疑WWE冠军的资格。赛后联合巨石強森攻击时任冠军寇帝·羅茲，时隔20年再度回归反派角色。

## 摔角招式
- 終結技

約翰·希南對肯恩使出態度矯正

  - Attitude Adjustment（AA、態度矯正）（舊稱：FU） - 2003-現今
  - STF(Step-over Toe hold  Facelock)（橫越式足部及顏面固定） - 2005-現今
  - Lightning Fist（閃電拳頭） - 2020-現今
- 招牌技
  - DDT
  - Diving Leg Drop（跳水式腿部墜擊）
  - Dropkick（飛身踢）
  - Emerald Flowsion
  - Five Knuckle Shuffle（五指重擊）
  - Half nelson
  - Hurricanrana（颶風剪刀腳）
  - Spin-out powerbomb（外轉式強力炸彈摔）(與Five Knuckle Shuffle為組合技)
  - Lariat（套索式踢擊）
  - Suplex
    - Belly-to-back（抱腰過肩摔）
    - Fisherman Suplex（漁夫式過肩摔）
    - Gutwrench Suplex（腹部扭轉式過肩摔）
    - Side belly-to-belly（側邊抱腰過肩摔）
    - Vertical（垂直過肩摔）
    - Delayed vertical（延時式垂直過肩摔）

  - Running leaping shoulder block（助跑式空中肩膀撞擊）
  - Running one-handed bulldog（助跑式單手牛頭犬顏面粉碎摔）
  - Sitout hip toss（坐擊式臀部拋摔）
  - Sitout powerbomb（坐擊式炸彈摔）
  - Spinebuster（脊背炸彈摔）
  - Springboard stunner（跳板式下顎粉碎技）
  - Sunset flip powerbomb（落日空翻炸彈摔）
  - Throwback(Running neck snap)（助跑式折頸摔）
  - Tornado DDT（龍捲風DDT）
  - Sideslam
  - Rock Bottom
  - RKO

## 冠軍經歷及成就

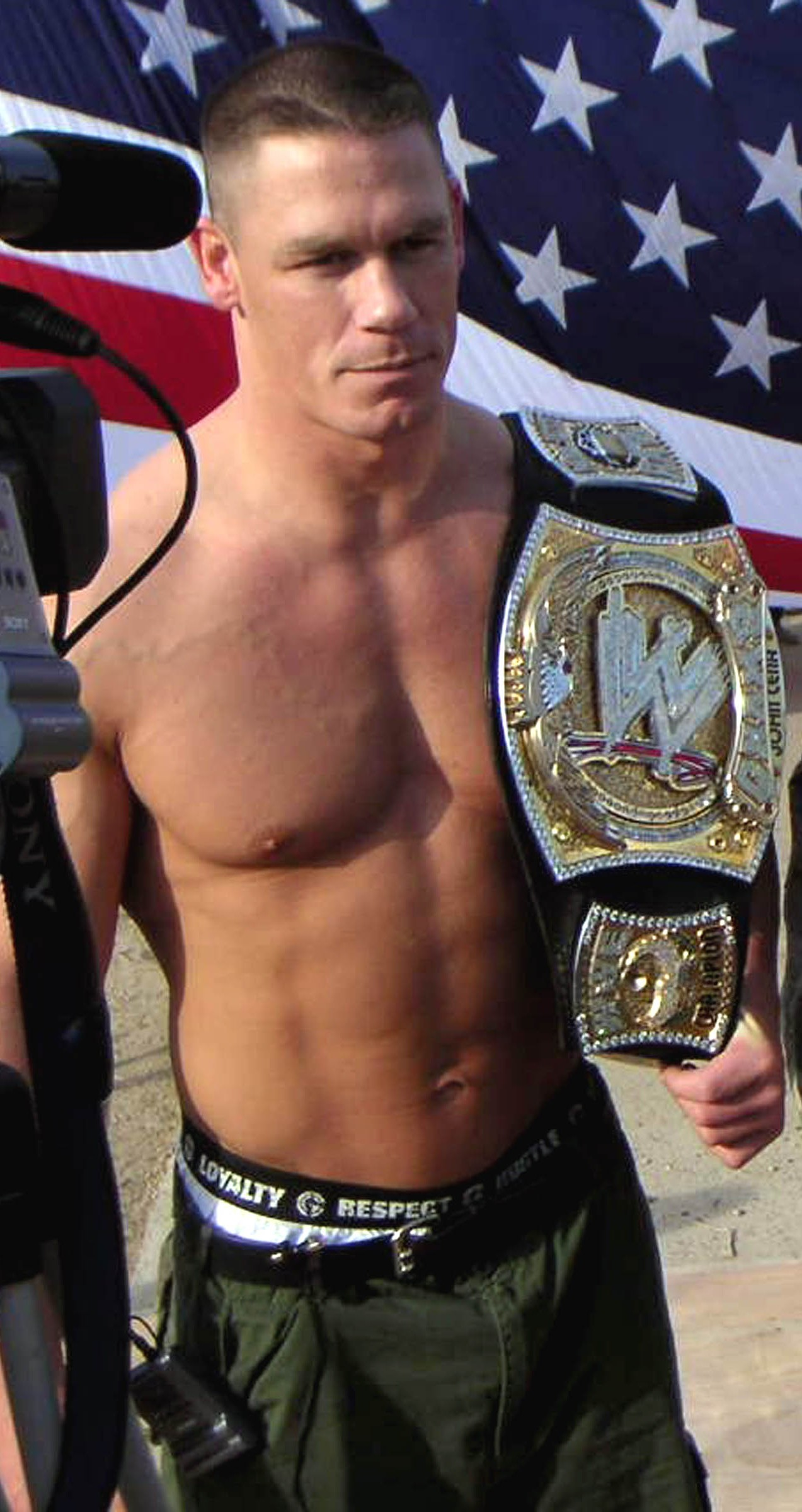
希南是十四次的WWE冠軍。

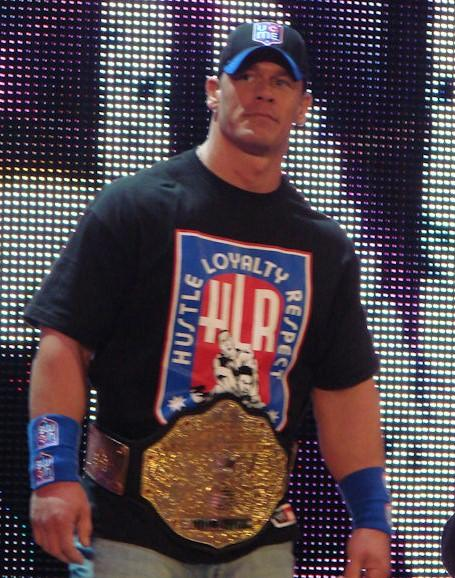
三次衛冕世界重量級冠軍使希南的世界冠軍總數達到十七次。

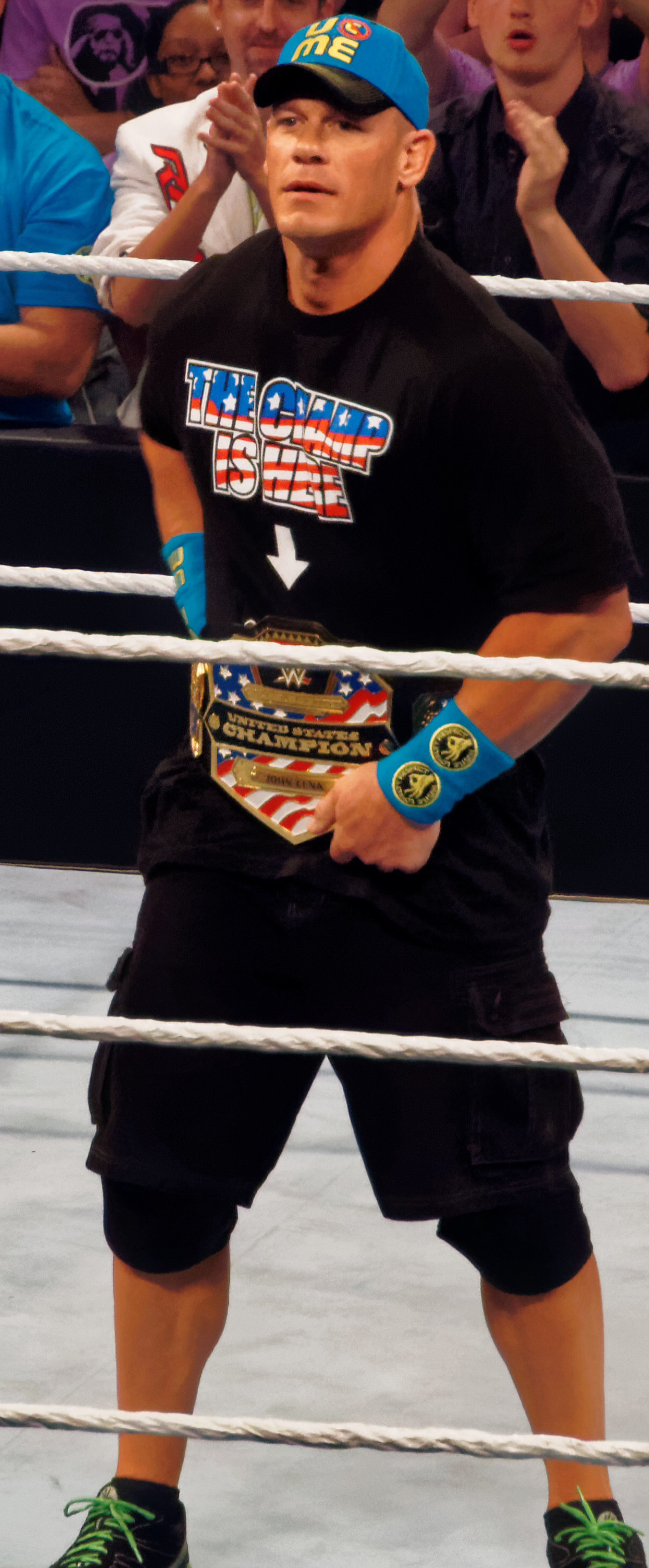
希南是五次的WWE美國冠軍。

### 職業摔角
- 《巴尔的摩太阳报》
  - 十年最佳爭執（2010年）對Edge[30]
  - 年度最佳比賽（2007年）4月23日在Raw對尚恩·麥可[31]
  - 年度摔角選手（2007年、2010年）[31][32]
  - 年度爭執（2010年）對外道軍團[32]
- 俄亥俄谷摔角（英语：Ohio Valley Wrestling）
  - OVW重量級冠軍（英语：OVW Heavyweight Championship）（一次）
  - OVW南部雙打冠軍（英语：OVW Southern Tag Team Championship）（一次）– 與里科·康斯坦丁諾（英语：Rico Constantino）
- 《職業摔角畫報》雜誌評選
  - 年度爭執（2006年、2011年）
  - 年度最佳比賽（2007年、2011年、2013年、2014年和2016年）
  - 年度最進步選手（2003年）
  - 年代最受歡迎的摔角選手（2000-2009年）
  - 年度最受歡迎選手（2004年、2005年、2007年和2012年）
  - 年度摔角選手（2006年、2007年）
  - PWI500（個人） - 第一名（2006年、2007年和2013年）
- 《滾石》雜誌評選
  - 最佳爭執（2015年）與凱文·歐文斯並列
  - 最佳故事線（2015年）對凱文·歐文斯
  - WWE年度最佳比賽（2015年）在公事包大戰對凱文·歐文斯
- 運動畫刊
  - 穆罕默德·阿里遺產獎（2018年）[33]
- 終極職業摔角（英语：Ultimate Pro Wrestling）
  - UPW重量級冠軍（一次）
- 世界摔角娛樂
  - WWE冠軍（十四次）
  - 世界重量級冠軍（三次）
  - WWE美國冠軍（五次）
  - WWE雙打冠軍（二次）
  - 世界雙打冠軍（二次）
  - 公事包大戰（2012年）
  - 皇家大戰（2008年、2013年）
  - WWE冠軍頭號挑戰者淘汰賽（2003年、2005年）
  - 衝擊大賞（十次）

## 争议
2021年5月8日在台湾宣传《速度与激情9》时，曾用中文声称“台灣是第一個國家，看到《玩命关头9》，這個電影非常好，這個電影很大，但是你是第一個看到這電影。”由於稱呼台灣為國家，觸犯兩岸政治的敏感話題，在網路上引发争议。
5月25日深夜，约翰·塞纳在新浪微博上用中文并配上影片道歉，称“对我的错误，我很抱歉……我爱更尊重中国和中国人。”但他并未明确表述自己有何错误，也没有提及两岸关系。

#### 相關模因
2021年5月10日，约翰·塞纳在社交媒体上发布影片，使用蹩脚的汉语普通话重复自己“早上好中國，現在我有冰淇淋，我很喜歡冰淇淋，但是，速度與激情9，比冰淇淋，速度與激情，速度與激情9，我最喜歡。所以…現在是音樂時間，準備 1 2 3，兩個禮拜以後，速度與激情9，兩個禮拜以後，速度與激情9，兩個禮拜以後，速度與激情9。不要忘記，不要錯過，去電影院看速度與激情9，因為非常好電影，動作非常好，差不多一樣。冰淇淋，再見。”，并为其新电影《速度与激情9》做宣传。视频成为网络模因，并广为流传。

## 影視作品列表

### 電影
| 年份 | 標題                           | 標題                                        | 角色                          | 備註         |
| 年份 | 譯名                           | 原名                                        | 角色                          | 備註         |
| ---- | ------------------------------ | ------------------------------------------- | ----------------------------- | ------------ |
| 2000 | 《玩命摔角王》                 | Ready to Rumble                             | Gym Trainer                   |              |
| 2006 | 《海陸悍將》                   | The Marine                                  | John Triton                   |              |
| 2009 | 《致命十二殺》                 | 12 Rounds                                   | Danny Fisher                  |              |
| 2010 | 《傳奇再起》                   | Legendary                                   | Mike Chetley                  |              |
| 2010 | 《弗萊德大電影》               | Fred: The Movie                             | 弗萊德的虛構老爸              |              |
| 2011 | 《兄弟重逢》                   | The Reunion                                 | Sam Cleary                    |              |
| 2014 | 《史酷比：格鬥狂熱迷》         | Scooby-Doo! WrestleMania Mystery            | 他自己                        | 配音         |
| 2015 | 《摩登原始人：石器时代大乱斗》 | The Flintstones & WWE: Stone Age SmackDown! | John Cenastone                | 配音         |
| 2015 | 《姐姐愛最大》                 | Trainwreck                                  | Steven                        |              |
| 2015 | 《瞎趴姊妹》                   | Sisters                                     | Pazuzu                        |              |
| 2015 | 《家有兩個爸》                 | Daddy's Home                                | Roger                         |              |
| 2017 | 《衝浪季節2：波浪狂熱》        | Surf's Up 2: Wavemania                      | John The Penguin              | 配音         |
| 2017 | 《危牆狙擊》                   | The Wall                                    | Staff Sergeant Shane Matthews |              |
| 2017 | 《萌牛費迪南》                 | Ferdinand                                   | Ferdinand the Bull            | 配音         |
| 2017 | 《家有兩個爸x2》               | Daddy's Home 2                              | Roger                         |              |
| 2018 | 《圍雞總動員》                 | Blockers                                    | Mitchell                      |              |
| 2018 | 《大黃蜂》                     | Transformers Universe: Bumblebee            | Burns                         |              |
| 2019 | 《救火奶爸》                   | Playing with Fire                           | Jake "Supe" Carson            |              |
| 2020 | 《杜立德》                     | Dolittle                                    | Yoshi                         | 配音         |
| 2021 | 《玩命關頭9》                  | Fast & Furious 9                            | Jakob Toretto                 |              |
| 2021 | 《自殺突擊隊：集結》           | The Suicide Squad                           | 克里斯多福·史密斯／和平使者   |              |
| 2021 | 《度假好友》                   | Vacation Friends                            | Ron                           |              |
| 2022 | 《泡泡劇組》                   | The Bubble                                  | Steve                         |              |
| 2022 | 《独立候选人》                 | The Independent                             | Nate Sterling                 |              |
| 2023 | 《玩命關頭X》                  | Fast X                                      | Jakob Toretto                 |              |
| 2023 | 《狂怒沙暴》                   | Hidden Strike                               | Chris Van Horne               |              |
| 2023 | 《Barbie芭比》                 | Barbie                                      | 人魚肯尼                      | 客串         |
| 2023 | 《忍者龜：變種大亂鬥》         | Teenage Mutant Ninja Turtles: Mutant Mayhem | 洛克史迪                      | 配音         |
| 2023 | 《度假好友2：加勒比之亂》      | Vacation Friends 2                          | Ron                           |              |
| 2023 | 《超危險保鑣》                 | Freelance                                   | Mason Pettits                 |              |
| 2024 | 《機密特務：阿蓋爾》           | Argylle                                     | Wyatt                         |              |
| 2024 | 《冒牌死黨》                   | Ricky Stanicky                              | Ricky Stanicky                |              |
| 2024 | 《頭獎危機！》                 | Jackpot!                                    | Noel                          | 兼執行製片人 |
| 2025 | 《國家元首》                   | Heads of State                              | Sam Clarke                    | 兼執行製片人 |
| 2025 | 《超人》                       | Superman                                    | 和平使者                      |              |
| TBA  | 《威利狼大戰阿卡米公司》       | Coyote vs. Acme                             | ACME CEO                      |              |
| TBA  | 《火柴盒》                     | Matchbox                                    |                               |              |

### 電視
| 年份              | 標題                         | 標題                                                             | 角色                        | 備註               |
| 年份              | 譯名                         | 原名                                                             | 角色                        | 備註               |
| ----------------- | ---------------------------- | ---------------------------------------------------------------- | --------------------------- | ------------------ |
| 2001              | 《超级男模》                 | Manhunt                                                          | Big Tim                     |                    |
| 2007              | 《家庭大改造》               | Extreme Makeover: Home Edition                                   | 他自己                      | 1集                |
| 2007              | 《一擲千金》                 | Deal or No Deal                                                  | 他自己                      | 1集                |
| 2007              | 《明星大整蛊》               | Punk'd                                                           | 他自己                      | 1集                |
| 2007              | 《吉列杯名人大赛车》         | Fast Cars and Superstars: The Gillette Young Guns Celebrity Race | 他自己                      | 7集                |
| 2009、2016、 2021 | 《週六夜現場》               | Saturday Night Live                                              | 他自己                      | 3集                |
| 2010              | 《灵异妙探》                 | Psych                                                            | Ewan O'Hara                 | 1集                |
| 2010              | 《少女设计师》               | True Jackson, VP                                                 | 他自己                      | 1集                |
| 2010              | 《孟漢娜》                   | Hannah Montana                                                   | 他自己                      | 1集                |
| 2010              | 《機械戰士REX》              | Generator Rex                                                    | Hunter Cain                 | 配音；1集          |
| 2011              | 《弗萊德2：万圣惊慌夜》      | Fred 2: Night of the Living Fred                                 | Fred's Dad                  | 電視電影           |
| 2012              | 《弗萊德秀》                 | Fred: The Show                                                   | Fred's Dad                  |                    |
| 2012              | 《弗萊德3：弗萊德營》        | Fred 3: Camp Fred                                                | Fred's Dad                  | 電視電影           |
| 2013–2018         | 《女摔人生》                 | Total Divas                                                      | 他自己                      | 常駐演員           |
| 2015              | 《公园与游憩》               | Parks and Recreation                                             | 他自己                      | 1集                |
| 2015              | 《傳奇人物》                 | Legendários                                                      | 他自己                      | 訪談               |
| 2016–2017         | 《美国勇士》                 | American Grit                                                    | 他自己／主持人              | 兼執行製片人       |
| 2016              | 《2016年年度卓越運動獎》     | 2016 ESPY Awards                                                 | 他自己／主持人              |                    |
| 2016              | 《Edge與克里斯汀秀》         | The Edge & Christian Show                                        | 他自己                      | 2集                |
| 2016–2018         | 《贝拉姐妹》                 | Total Bellas                                                     | 他自己                      | 主演               |
| 2017              | 《左撇子区域摔跤》           | Southpaw Regional Wrestling                                      | Lance Catamaran             | 網路迷你劇         |
| 2017              | 《環藥房自行車賽》           | Tour de Pharmacy                                                 | Gustav Ditters              | 電視電影           |
| 2017              | 《靈異妙探大電影》           | Psych: The Movie                                                 | Ewan O'Hara                 | 電視電影           |
| 2018–2019         | 《忍者龜之風雲再起》         | Rise of the Teenage Mutant Ninja Turtles                         | Baron Draxum                | 配音；8集          |
| 2018              | 《达拉斯和罗伯》             | Dallas & Robo                                                    | Robo                        | 配音；兼執行製片人 |
| 2019              | 《你比五年級學生聰明嗎？》   | Are You Smarter than a 5th Grader?                               | 他自己／主持人              |                    |
| 2019              | 《替補老師》                 | The Substitute                                                   | 他自己                      | 1集                |
| 2020              | 《約翰奧利佛之昔日新聞報報》 | Last Week Tonight with John Oliver                               | 他自己                      | 1集                |
| 2020              | 《艾瑞克·安德烈秀》          | The Eric Andre Show                                              | 他自己                      | 1集                |
| 2021–             | 《勇敢向前衝》               | Wipeout                                                          | 他自己／主持人              |                    |
| 2022–             | 《和平使者》                 | Peacemaker                                                       | 克里斯多福·史密斯／和平使者 | 主演；兼執行製片人 |
| 2023              | 《終極哈特》                 | Die Hart                                                         | Mr. 206                     | 3集                |
| 2024              | 《大熊餐廳》                 | The Bear                                                         | Sammy                       | 1集                |

## 外部連結
- 約翰·希南在WWE官方網站的介紹（页面存档备份，存于）（英文）
- 約翰·希南的Facebook專頁
- 莊•先拿的Instagram帳戶
- 約翰·希南的X（前Twitter）
- 约翰·希南的新浪微博
- 約翰·希南在互联网电影资料库（IMDb）上的資料（英文）